# Dzwonek jednostronny
Dzwonek jednostronny, dzwonek rapunkokształtny (Campanula rapunculoides L.) – gatunek rośliny z rodziny dzwonkowatych (Campanulaceae). Występuje w Europie i Azji w strefie umiarkowanej, od Hiszpanii po Iran, Kirgistan, Kazachstan i okolice Jeziora Bajkał na Syberii. Jako gatunek introdukowany rośnie na Wyspach Brytyjskich, Rosyjskim Dalekim Wschodzie oraz w Ameryce Północnej. W Polsce jest pospolity.

## Morfologia

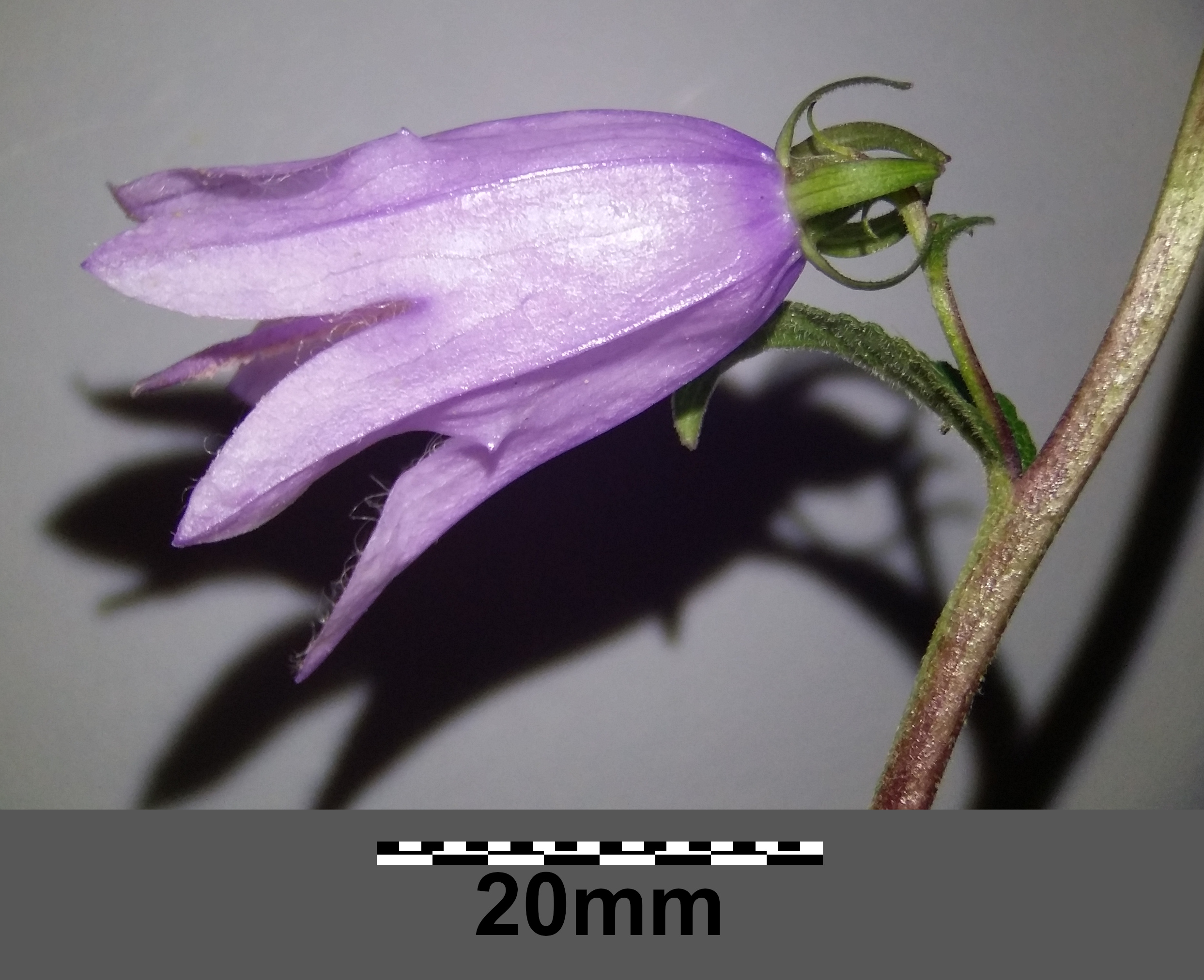
Kwiat z odgiętymi do tyłu działkami

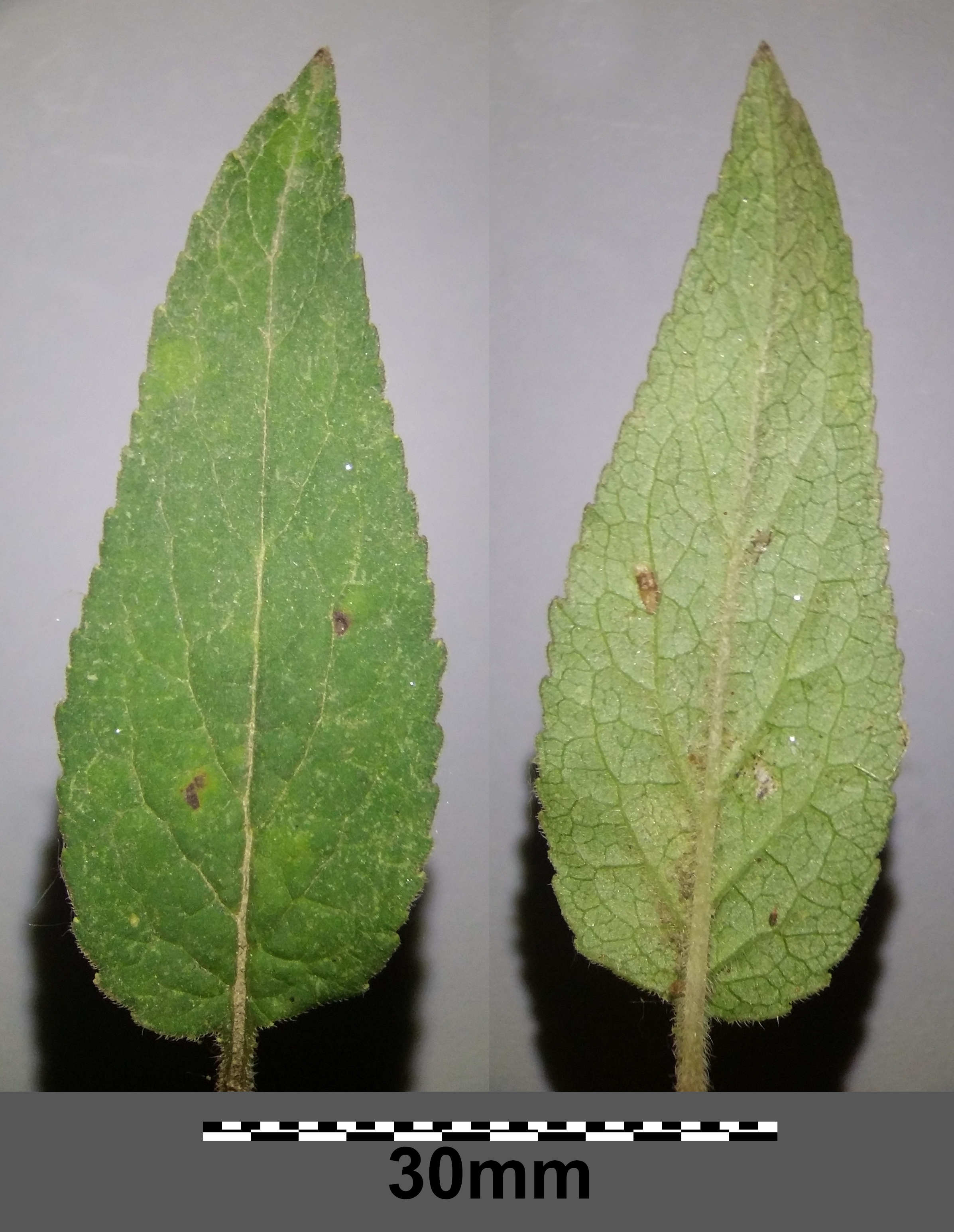
Liść, także od spodu zielony

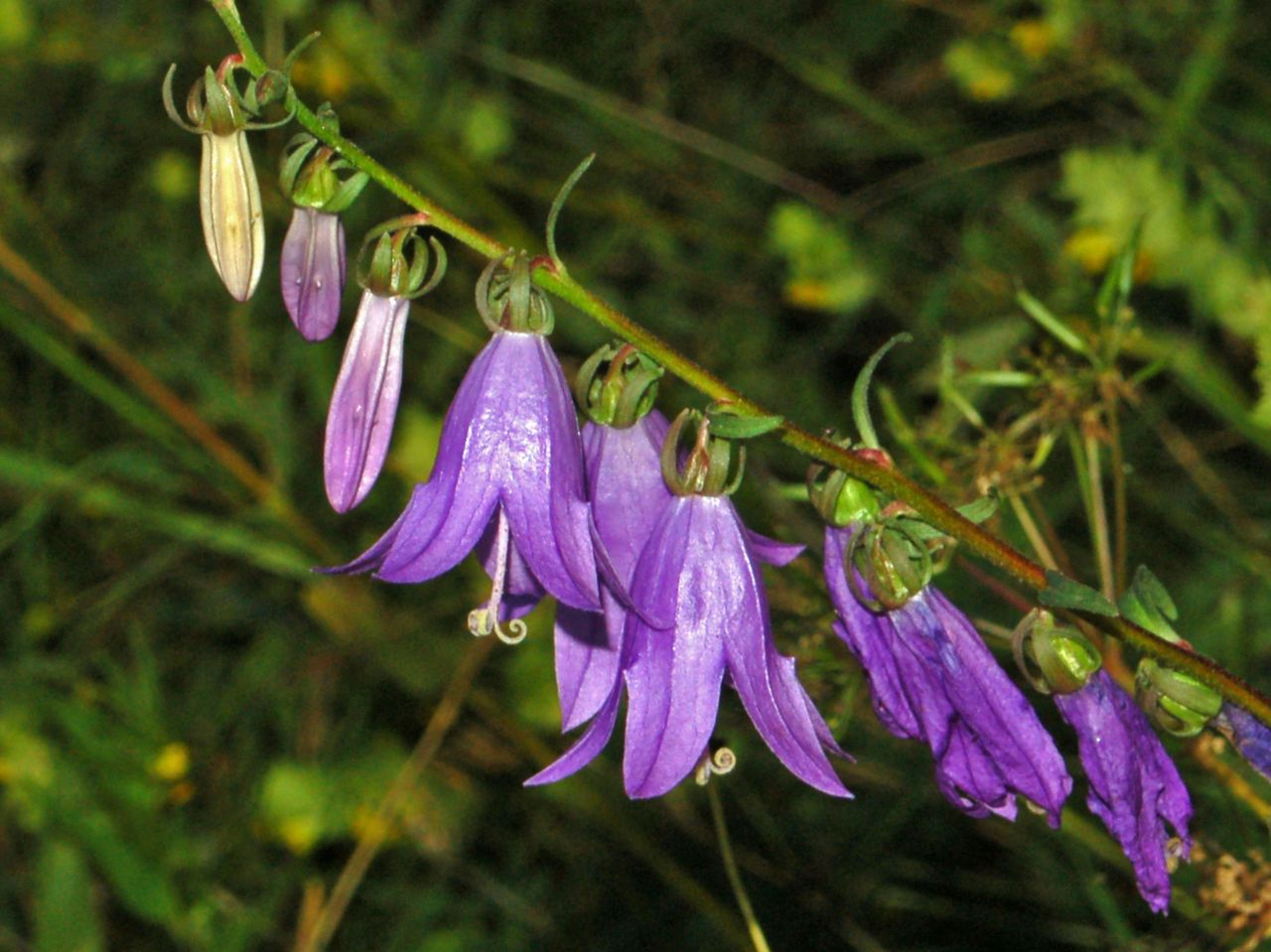
Jednostronny kwiatostan

PokrójRoślina zielna z wzniesioną łodygą osiągającą do 1 m wysokości. Łodyga jest sztywna, tępokanciasta i pokryta niezbyt licznymi włoskami, czasem nawet naga. Szyja korzeniowa jest zgrubiała. Po ziemią roślina tworzy cienkie rozłogi.
LiścieDolne podłużnie sercowate, długoogonkowe, wyższe coraz mniejsze i węższe, na coraz krótszych ogonkach. Blaszki są nierówno karbowano-piłkowane, zwykle skąpo owłosione, od spodu zielone. Najwyższe liście wspierające kwiaty lancetowate, niemal siedzące i drobne.
KwiatyWyrastają zwykle pojedynczo w kątach górnych liści, osadzone są na krótkich szypułkach i zwisają. Działki kielicha są lancetowate i mniej lub bardziej odgięte do tyłu. Pomiędzy działkami kielicha nie ma ani wyrostków, ani rąbka. Korona niebieskofioletowa, lejkowatodzwonkowata, długości od 1,5 do 2,5 cm, rozcięta do połowy na ostre i rozchylone podczas kwitnienia łatki.
OwoceZwieszone torebki otwierające się trzema otworkami u nasady.

## Biologia i ekologia
Bylina, hemikryptofit. Kwitnie od czerwca do września. Rośnie w miejscach trawiastych i kamienistych, na przydrożach i innych miejscach ruderalnych, na miedzach, w murawach, zaroślach, na skrajach lasów, czasem także na polach uprawnych jako chwast. W klasyfikacji zbiorowisk roślinnych gatunek charakterystyczny i wyróżniający dla All. Geranion sanguinei.

## Zastosowanie
Bywa uprawiany jako roślina ozdobna, szczególnie nadająca się do ogrodów naturalistycznych. W Polsce jest w pełni mrozoodporny (strefy mrozoodporności 4–10). Z łatwością rozmnaża się poprzez kłącza; z tego też względu należy kontrolować jego rozwój, by nie zachwaścił ogrodu. Rozmnaża się go przez podział wczesną wiosną lub pod koniec sierpnia, po przekwitnięciu. Najlepiej rośnie na stanowisku słonecznym lub lekko zacienionym.

## Zmienność
W obrębie gatunku wyróżnia się dwa podgatunki:
- Campanula rapunculoides subsp. cordifolia (K.Koch) Damboldt – Kaukaz i Azja Mniejsza
- Campanula rapunculoides subsp. rapunculoides – cały zasięg gatunku

W przeszłości wyróżniano szereg odmian, podgatunków lub nawet odrębnych gatunków na podstawie różnic w stopniu owłosienia łodygi czy też kielicha albo głębokości wcięć blaszki liściowej, ale współcześnie zmienności takiej nie nadaje się rangi taksonomicznej.